# 飛び出す妄想
『飛び出す妄想』（とびだすもうそう）は駕籠真太郎による写真集、漫画。久保書店発行。立体物の製作および展示を行なった記録など、商業誌での漫画作品以外の活動を集めたものである。

## 概要
B5判、本文64ページ（うちカラー32ページ）。副題は「駕籠真太郎因数分解」、また帯で作者を「妄想工房」と呼んでいる。作者が初めて参加した2002年の展示会「A7」以来、作者が参加したり主催した様々なイベントでの出展物を写真で紹介する。また同人誌の表紙、他のアーティストに提供したフライヤー用イラスト、実験的な漫画作品、絵葉書のイラストなども合わせて収録している。
タイトルが連想させるかも知れない「飛び出す絵本」的なギミックは仕込まれていないが、切り取って組み立てる式のおもちゃがカバー折り返しに収録されている。

## 主な内容
同人誌
1998年頃からコミックマーケットなどで発表された数点の同人誌を紹介。販売部数が予測不可能だったため、初回はコピー誌を20数部だけ持ち込んだ。
展示会「A7」
2002年12月3日から渋谷の「LE DECO」で開催された永井アラタ主催の展示会「A7」で、駕籠真太郎は自作の駄菓子屋風おもちゃを出展した。「膣挿入防御バネ」「ドッキリ死姦セット」などの罰当たりな安っぽいおもちゃを壁に展示し、1回100円でくじを引いてもらって当たったものを進呈する方式だが、売り切ることはできなかった。
ガチャポン
ガチャポンの機械に作者が作ったミニチュアを入れ、高円寺にある知人の古着屋で販売したもの。
第1弾「日本の大便」：軟便、極太便など全6種。月に10-20個売れた。
第2弾「バラバラ死体」：頭部、内臓など全9種。揃えると1体の死体を復元できる。
自主制作映画「リストカッター篤子」
2003年11月24日に渋谷の「青い部屋」で開催されたイベント「怪奇！ 青い小屋」で上映された。知人のリストカッターに出演を頼み、1日で撮影、1日で編集したもの。本書には作者による絵コンテが収録されている。リストカットの場面は全て本物であるため観客が引いてしまい、上映終了時には拍手も無かった。
テレパス麗子
漫画作品。妄想部分を活字で表し、最初は整然と並んでいた文章が次第に乱れ、変形していく。
単行本「大葬儀」サイン会
2002年6月7日に発売された「大葬儀」の記念に、中野ブロードウェイでサイン会が行なわれた。作品に合わせて作者の葬式という形を取り、会場にはBGMとしてお経が流れ、作者の遺影や線香が並び、作者自身は白装束と三角頭巾で現れ、喪服で来場した読者にはサイン以外にも特典が付いた。

## 書籍
- 2005年3月10日発行 ISBN 978-4-7659-0630-2